# Tremella samoensis
Tremella samoensis é uma espécie de fungo da família Tremellaceae. Produz basidiocarpos (corpos frutíferos) gelatinosos, de cor vermelha a amarelo-alaranjada, lobados a firmemente foliáceos, e é parasita de outros fungos em galhos mortos de árvores latifoliadas. Foi originalmente descrita em Samoa e nas Filipinas, mas é amplamente distribuída na região.

## Taxonomia
O Tremella samoensis foi publicado pela primeira vez em 1919 pelo micologista americano Curtis Gates Lloyd, com base em uma coleção que ele fez em Samoa, juntamente com material que recebeu das Filipinas. Ao analisar a espécie, Robert Joseph Bandoni [en] a considerou sinônimo da espécie Naematelia cinnabarina, descrita do Taiti em 1848. A combinação em Tremella, como T. cinnabarina (Mont.) Pat. é, no entanto, ilegítima, uma vez que o nome já havia sido usado para uma espécie diferente.

## Descrição
Os corpos frutíferos são firmes, gelatinosos, em parte vermelho vivo, em parte laranja a amarelo, com até 5 cm de diâmetro e lobados a frondosos, os lóbulos às vezes em forma de chifre. Microscopicamente, os basídios são tremelóides (elipsóides, com septos oblíquos a verticais), quadricelulares, 12 a 18 por 8 a 12 μm. Os basidiósporos são elipsoides, lisos, com 6 a 8 por 4 a 6 μm.

## Espécies similares
O fungo Tremella flammea, descrito no Japão por Yosio Kobayasi, tem coloração semelhante (escarlate a laranja), mas diz-se que é efuso-lobado e tem esporos um pouco menores (5 a 5,5 por 4 a 5 μm). Não está claro se é uma espécie distinta. Posteriormente, Kobayasi fez uma coleção na Nova Bretanha que ele identificou como T. cinnabarina e considerou sinônimo de Tremella dahliana, que o micologista alemão Paul Christoph Hennings havia descrito originalmente do mesmo local.
Outras espécies de Tremella com cores escarlate a laranja incluem a Tremella dysenterica [en], originalmente descrita no Brasil, a Tremella rubromaculata [en], originalmente descrita na Guatemala, e a Tremella erythrina [en], originalmente descrita na China.

## Habitat e distribuição
O Tremella samoensis é um parasita de fungos lignolíticos, mas sua espécie hospedeira é desconhecida, embora a coleção original esteja associada a fungos da classe Sordariomycetes. Ele é encontrado em galhos mortos, presos ou caídos de árvores latifoliadas.
A espécie foi descrita em Samoa e foi relatada nas Filipinas, Taiti, Nova Bretanha (como T. cinnabarina), China, Japão, e Extremo Oriente russo.